# Walter Borlinghaus
Walter Borlinghaus (* 2. Dezember 1906 in Halver; † 14. April 1945 in Iserlohn) war ein deutscher Politiker (NSDAP).

## Leben und Wirken
Nach dem Schulbesuch lebte Walter Borlinghaus als Handlungsgehilfe, Sparkassenvorstand, freier Handelsvertreter bzw. Betriebsleiter in Lüdenscheid. 1923 trat er in die NSDAP ein und beteiligte er sich an der Gründung der NSDAP-Ortsgruppe Lüdenscheid. Zum 1. August 1925 trat er der neu gegründeten Partei wieder bei (Mitgliedsnummer 16.487). Von 1927 bis 1929 und ab Mitte 1930 bis 1935 war Borlinghaus Ortsgruppenleiter der NSDAP in Lüdenscheid. 
Vom 1. Mai 1935 bis zum 29. Mai 1943 fungierte Borlinghaus als ehrenamtlicher Kreisleiter des Kreises Altena. Am 1. Januar 1944 übernahm er den Posten des Kreisleiters in Dortmund. Am 9. April 1945 verließ Borlinghaus die Stadt zusammen mit Mitarbeitern der Kreisleitung „fluchtartig bei Nacht und Nebel“. Am 14. April 1945, kurz vor Kriegsende, erschoss er sich in Iserlohn.
Am 18. Februar 1944 trat Borlinghaus im Nachrückverfahren für den im Oktober 1943 ausgeschiedenen Ernst Riemenschneider als Abgeordneter in den nationalsozialistischen Reichstag ein, in dem er bis zu seinem Tod den Wahlkreis 18 (Westfalen Süd) vertrat.